# Toby Gerhart
Tobin Bo Gunnar Gerhart, detto Toby (Norco, 28 marzo 1987), è un giocatore di football americano statunitense che milita nel ruolo di running back nella National Football League (NFL). Fu scelto nel corso del secondo giro (51º assoluto) del Draft NFL 2010 dai Minnesota Vikings. Al college ha giocato a football alla Stanford University.

## Carriera universitaria
Dopo aver frequentato la Norco High School presso la quale fece segnare il record statale della California con 9662 yard corse in carriera (tra cui spicca l'impressionante 3233 yard corse e 39 touchdown messi a segno nel suo ultimo anno di superiori), a tutt'oggi 3º miglior risultato a livello nazionale negli Stati Uniti per quanto riguarda la high school, corteggiato da diverse università decise di accettare la proposta della Stanford University.
Nel suo primo anno da freshman scese in campo in tutti e 12 gli incontri in programma e una volta come titolare nel match contro UCLA, giungendo secondo nella classifica di squadra dei leading rusher con 375 yard corse.
Nel 2007 come sophomore disputò un solo match, in cui corse per 140 yard, prima di infortunarsi ad un ginocchio e chiudere anzitempo la stagione agonistica.

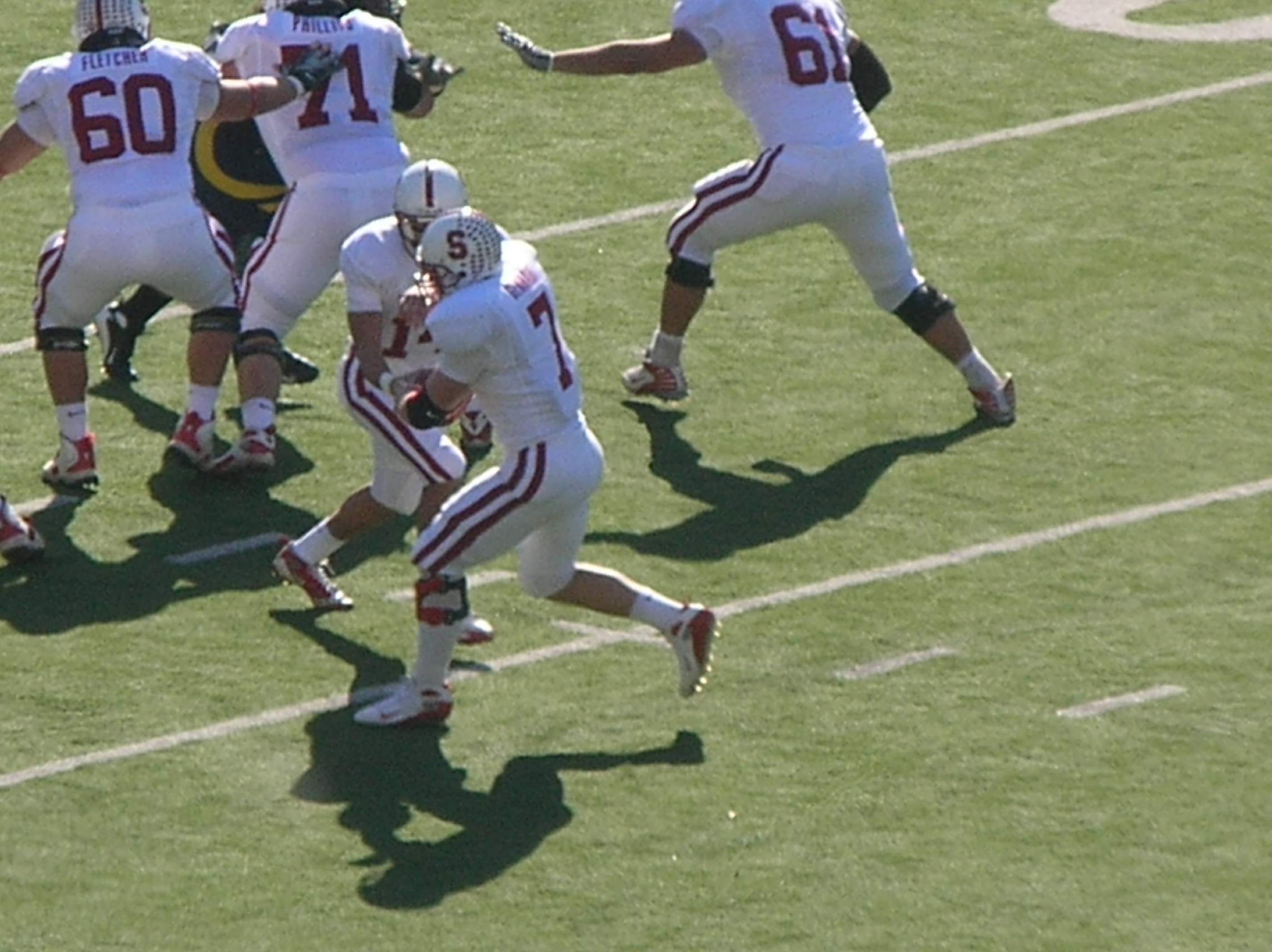
Gerhart (N° 7) riceve l'ovale nel Big Game perso da Stanford per 37-16 contro UCLA

Nel 2008, finalmente ristabilitosi, giocò 12 incontri e stabilì il record della Stanford per yard corse in una stagione con 1136 yard, strappandolo a Tommy Vardell che lo aveva precedentemente stabilito nel 1991 con 1084 yard corse. Gerhart fu inoltre il quinto running back della Stanford ad infrangere il muro delle 1000 yard corse, segnò 15 touchdown su corsa (secondo miglior risultato di tutti i tempi dell'università californiana), aiutò l'attacco a totalizzare 2395 yard corse (anche questo secondo miglior risultato di tutti i tempi di Stanford), pareggiò il record di touchdown segnati su corsa (4) in una singola gara nel match contro Washington State e a fine anno fu inserito nel Second-team All-Pac-10.
Nel 2009, sua ultima stagione ai Cardinal, Gerhart maturò definitivamente e divenne uno dei protagonisti assoluti della stagione NCAA: guidò la NCAA Football Bowl Subdivision per yard su corsa (1871), touchdown su corsa (28), touchdown totali (28) e punti segnati (172). Corse per più di 100 yard in 11 partite su 13 ed il 26 settembre nel match contro i Washington Huskies divenne il sesto atleta nella storia di Stanford a correre per 200 yard in una singola partita, risultato bissato il 7 novembre nel match contro gli Oregon Ducks in cui corse per 223 yard (infrangendo tra l'altro il record di yard corse in una singola gara stabilito da Jon Volpe e triplicato il 28 novembre nel match vinto da Stanford per 45-38 sui Notre Dame Fighting Irish. Nel 2009 in totale stabilì ben 8 primati per singola stagione dei Cardinal e a seguito di queste prestazioni rilevanti ricevette numerosissimi riconoscimenti come l'inserimento nel first-team All-American da parte di numerose associazioni giornalistiche, il Jim Brown Trophy ed il Doak Walker Award come miglior running back a livello nazionale, l'Archie Griffin Award con cui viene premiato l'MVP della stagione collegiale al termine dei vari bowl games. Terminò inoltre secondo nel più prestigioso trofeo del football universitario, l'Heisman Trophy, sconfitto da Mark Ingram per soli 28 punti in quello che verrà ricordato come il più serrato testa a testa nella storia del trofeo.

### Statistiche
|          |                   |    | Corse | Corse | Corse | Corse | Corse | Ricezioni | Ricezioni | Ricezioni | Ricezioni | Ricezioni | Altro  |
| Stagione | Squadra           | P  | Ten   | Yard  | Media | Max   | TD    | Ric       | Yard      | Media     | Max       | TD        | Tackle |
| -------- | ----------------- | -- | ----- | ----- | ----- | ----- | ----- | --------- | --------- | --------- | --------- | --------- | ------ |
| 2006     | Stanford Cardinal | 12 | 106   | 375   | 3.5   | 38    | 0     | 15        | 124       | 8.3       | 16        | 0         | 0      |
| 2007     | Stanford Cardinal | 1  | 12    | 140   | 11.7  | 48    | 1     | 0         | 0         | 0         | 0         | 0         | 0      |
| 2008     | Stanford Cardinal | 12 | 210   | 1,136 | 5.4   | 46    | 15    | 13        | 114       | 8.8       | 21        | 0         | 2      |
| 2009     | Stanford Cardinal | 13 | 343   | 1,871 | 5.5   | 61    | 28    | 11        | 157       | 14.3      | 33        | 0         | 1      |
| Totale   | Totale            | 38 | 671   | 3.522 | 5,2   | 61    | 44    | 39        | 395       | 10,1      | 33        | 0         | 3      |

### Vittorie e premi
- 2005 Glenn Davis Award

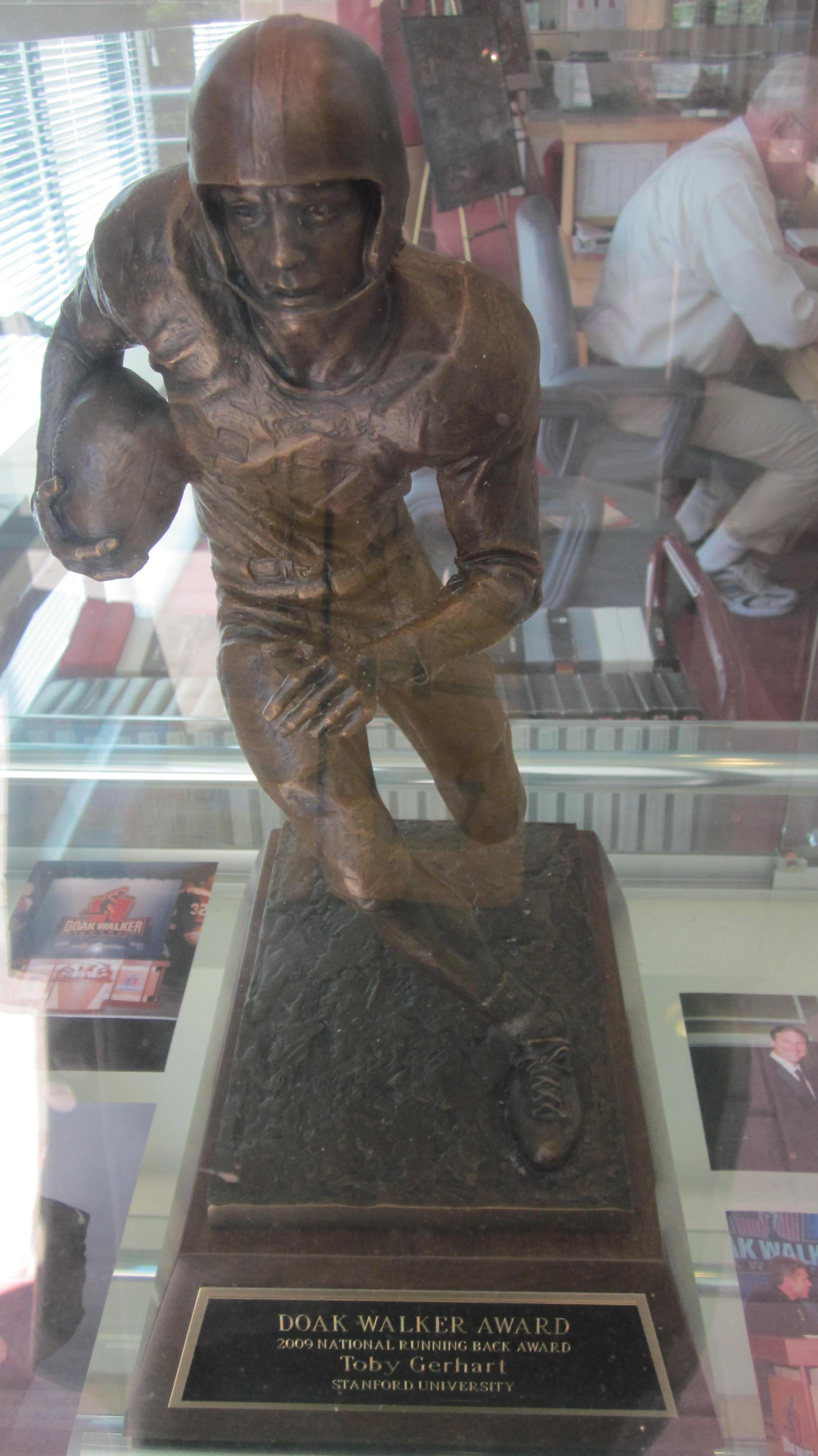
Il Doak Walker Award vinto da Gerhart in mostra alla Stanford Athletics Hall of Fame

- 2005 Gatorade California Player of the Year
- 2005 California Mr. Football, Cal-Hi Sports
- 2008 Second-team All-Pac-10
- 2008 Second-team Pac-10 All-Academic Team
- 2009 Unanimous first-team All-American (Associated Press, American Football Coaches Association (AFCA), Walter Camp Football Foundation, Football Writers Association of America, Sporting News)
- 2009 Doak Walker Award
- 2009 Archie Griffin Award
- 2009 Jim Brown Trophy
- 2009 Giocatore offensivo dell'anno (CBSSports.com)
- 2009 Giocatore offensivo dell'anno della Pac-10
- 2009 First-team All-Pac-10
- 2009 First-team Pac-10 All-Academic Team
- 2009 Giocatore offensivo della settimana della Pac-10 (11 ott. 2008; 7 nov. 2009; 14 nov. 2009; 28 nov. 2009)
- 2009 Tom Hansen Conference Medal[4]

### Record
Record Pac-12
- Maggior numero di touchdown su corsa in una stagione (28) nel 2009
- Maggior numero di touchdown totali in una stagione (28) nel 2009
- Maggior numero di punti segnati in una stagione (172) nel 2009

Record in carriera dei Cardinal
- Maggior numero di touchdown in carriera (44)
- Maggior numero di touchdown su corsa (44)
- Maggior numero di gare corse in carriera per più di 100 yard (20)
- Maggior numero di gare corse in carriera per più di 200 yard (3) (ex aequo)

Record in una singola stagione dei Cardinal (2009)
- Maggior numero di yard corse in una stagione (1,871)
- Maggior numero di touchdown su corsa in una stagione (28)
- Maggior numero di touchdown totali in una stagione (28)
- Maggior numero di punti segnati in una stagione (172)
- Maggior numero di yard dalla linea di scrimmage in una stagione (2,028)
- Maggior numero di gare corse in una stagione per più di 100 yard (11)
- Maggior numero di gare corse in una stagione per più di 200 yard (3)
- Maggior numero di gare corse consecutivamente per più di 100 yard (7)

Record in una singola gara dei Cardinal
- Maggior numero di yard corse in una gara (223)
- Maggior numero di touchdown su corsa in una gara (4) (due volte) (ex aequo)

## Carriera professionistica

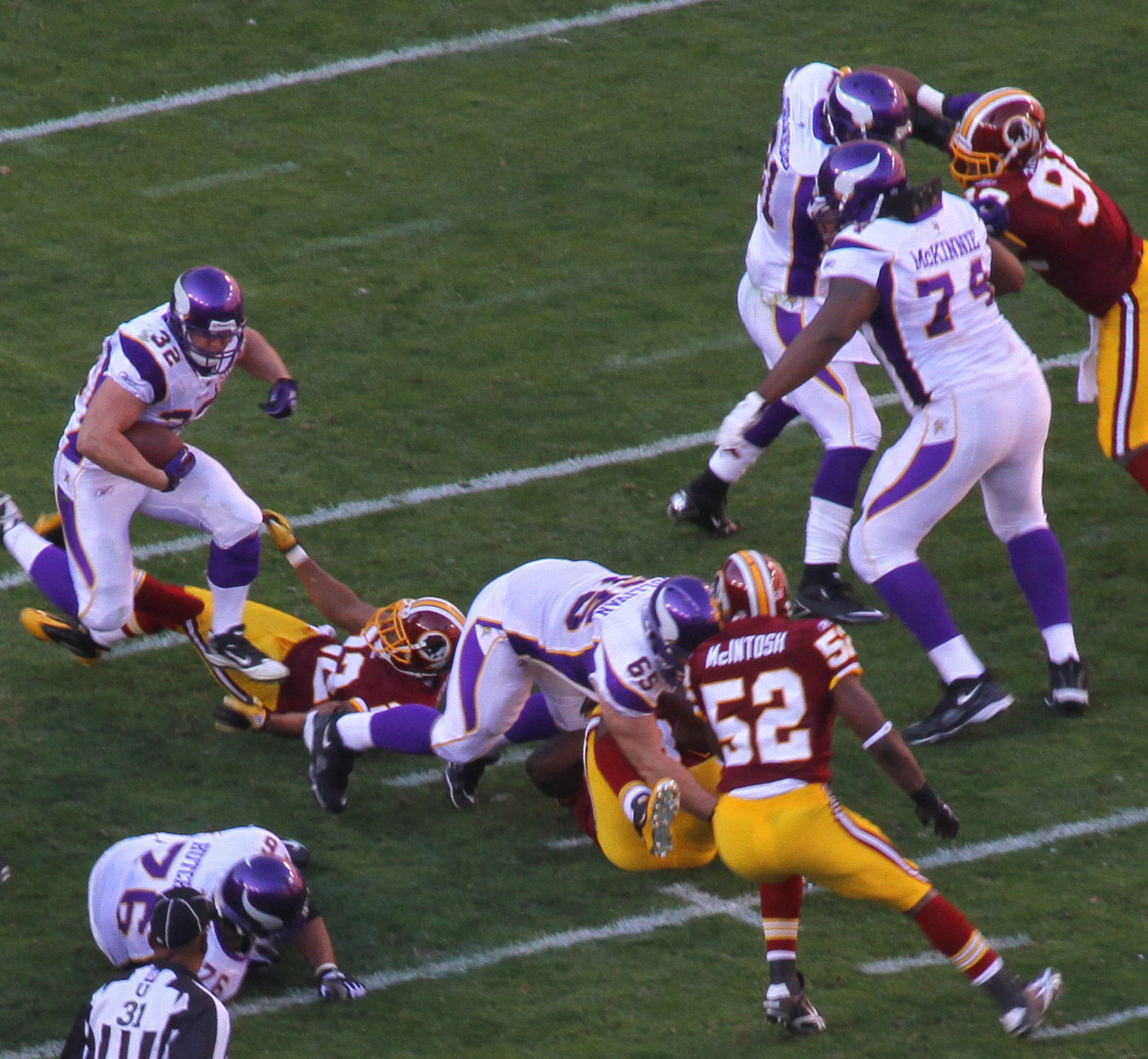
Gerhart (N° 32) nel match del 2010 contro i Washington Redskins

### Minnesota Vikings
Al Draft NFL 2010 Gerhart fu selezionato nel secondo giro come 51ª scelta assoluta dai Minnesota Vikings ed il 30 luglio siglò con la franchigia del Minnesota un quadriennale.

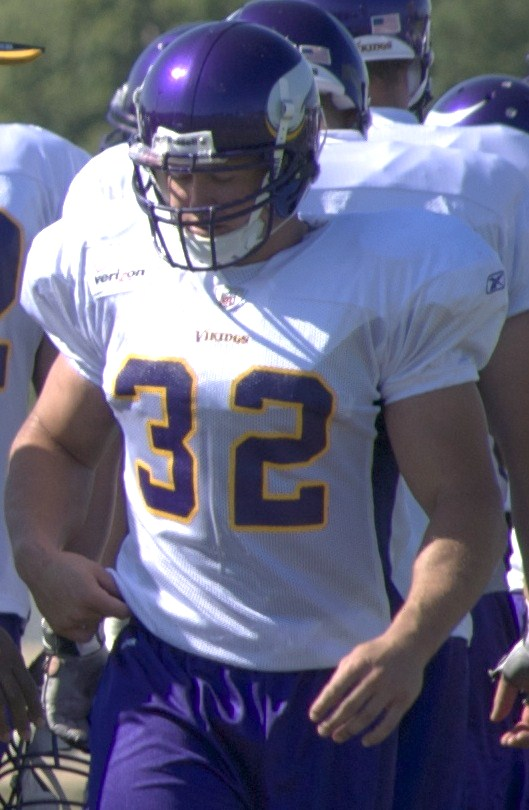
Gerhart al training camp 2011 dei Vikings

Gerhart, che fu preso come running back di riserva dell'inamovibile titolare, nonché stella della squadra, Adrian Peterson, nei suoi primi tre anni in Minnesota scese in campo in 47 partite su 48 di stagione regolare con lo scopo di far rifiatare tra un'azione ed un'altra Peterson e, di queste 47 partite, solo 6 lo videro in campo come titolare, tutte in sostituzione di Peterson, indisponibile per infortunio.
La sua prima gara da titolare fu nel 2010 nel match contro i Chicago Bears, disputato al TCF Bank Stadium dell'Università del Minnesota dopo il collasso della copertura del Metrodome, mentre il primo touchdown su corsa Gerhart lo mise a segno nel match contro i Washington Redskins, sempre nella sua stagione di debutto. Nel 2011, complici gli infortuni di Peterson a caviglia prima e a legamento crociato poi, Gerhart ebbe l'occasione di disputare 5 incontri da titolare, correndo per 531 yard e segnando 1 touchdown su corsa e 3 su ricezione, mentre nel 2012, complice la stagione fenomenale di Peterson, fu relegato sempre più al ruolo di riserva disputando si 16 incontri, ma senza mai scendere in campo da titolare e correndo per sole 169 yard.
Nel primo incontro della stagione 2013, Gerhart subentrò nel corso della partita senza tuttavia mettere statistiche a referto in quella che fu la prima sconfitta della stagione (i Vikings persero 34-24 contro i Lions), mentre la settimana seguente, nella partita persa sul filo di lana contro i Bears per 30-31, corse 5 yard in una sola portata oltre a ricevere da Ponder un passaggio da 3 yard. Nella settimana 3 arrivò per i Vikings la terza sconfitta in altrettante partite (un pesante 31-27 casalingo contro i Cleveland Browns, dati per sfavoriti alla vigilia), con un Gerhart che mise a referto 14 yard in 2 ricezioni.

### Jacksonville Jaguars
L'11 marzo 2014, Gerhart firmò coi Jacksonville Jaguars un contratto triennale del valore di 10,5 milioni di dollari, 4,5 milioni dei quali garantiti. Il primo touchdown con la nuova maglia lo segnò nella settimana 4 contro i San Diego Chargers. Superato da Denard Robinson nel ruolo di titolare per la maggior parte della stagione, dopo l'infortunio di quest'ultimo nella settimana 16 segnò il suo secondo touchdown, nella vittoria casalinga sui Titans.

## Statistiche
Fonte: NFL.com
|          |                      | Partite | Partite | Corse | Corse | Corse | Corse | Corse | Ricezioni | Ricezioni | Ricezioni | Ricezioni | Ricezioni | Fumble | Fumble | Altro  |
| Stagione | Squadra              | PG      | PT      | Ten   | Yard  | Media | Max   | TD    | Ric       | Yard      | Media     | Max       | TD        | Fum    | Persi  | Tackle |
| -------- | -------------------- | ------- | ------- | ----- | ----- | ----- | ----- | ----- | --------- | --------- | --------- | --------- | --------- | ------ | ------ | ------ |
| 2010     | Minnesota Vikings    | 15      | 1       | 81    | 322   | 4,0   | 21    | 1     | 21        | 167       | 8,0       | 23        | 0         | 3      | 3      | 1      |
| 2011     | Minnesota Vikings    | 16      | 5       | 109   | 531   | 4,9   | 67    | 1     | 23        | 190       | 8,3       | 42        | 3         | 1      | 0      | 1      |
| 2012     | Minnesota Vikings    | 16      | 0       | 50    | 169   | 3,4   | 22    | 1     | 20        | 155       | 7,8       | 21        | 0         | 2      | 2      | 0      |
| 2013     | Minnesota Vikings    | 14      | 0       | 36    | 283   | 7,9   | 41    | 2     | 13        | 88        | 6,8       | 13        | 0         | 1      | 1      | 1      |
| 2014     | Jacksonville Jaguars | 14      | 7       | 101   | 326   | 3,2   | 23    | 2     | 20        | 186       | 9,3       | 26        | 0         | 1      | 0      | 5      |
| 2015     | Jacksonville Jaguars | 7       | 1       | 20    | 44    | 2,2   | 6     | 0     | 20        | 3         | 7,7       | 23        | 0         | 0      | 0      | 0      |
| Totale   | Totale               | 82      | 14      | 397   | 1.675 | 4,2   | 67    | 7     | 100       | 809       | 8,1       | 42        | 3         | 8      | 6      | 8      |

Statistiche aggiornate alla stagione 2015